# Обличчя зі шрамом (фільм, 1932)
«Обличчя зі шрамом» (англ. Scarface) — американський гангстерський фільм, послужив еталоном для інших фільмів цього жанру. Знятий у 1932 році, незадовго до прийняття Кодексу Гейза, за сценарієм Бена Хекта, заснованому на романі Армітеджа Трейла. Продюсерами виступили режисер Говард Гоукс та капіталіст Говард Г'юз.
«Обличчя зі шрамом» — один з обойми фільмів (поряд з «Ворогом суспільства» та «Маленьким Цезарем»), якими Голлівуд відгукнувся на розгул злочинності у роки Великої депресії. Прототипом головного героя був знаменитий гангстер Аль Капоне.

## Синопсис
У стрічці йдеться про звинувачення уряду США в злочинній байдужості до постійно зростаючої загрози безпеці та свободі громадян із боку мафії. Сьогодні ця проблема актуальна не тільки для США. Творці фільму ставлять питання: що уряд буде з цим робити? Та оскільки уряд вибирають самі громадяни, то питання правильніше було б поставити так: що суспільство має з цим робити?

## У ролях
- Пол Муні — Тоні Камонте
- Енн Дворак — Ческа Камонте
- Карен Морлі — Поппі
- Осгуд Перкінс — Джонні Лово
- К. Генрі Ґордон — інспектор Бен Ґуаріно
- Джордж Рафт — Джино Рінальдо
- Вінс Барнетт — Анджело
- Борис Карлофф — Гаффні
- Інес Паланге — місіс Камонте
- Едвін Максвелл — начальник поліції

Фільм «Обличчя зі шрамом» запустив кар'єру «професійного голлівудського гангстера» Джорджа Рафта. У фільмі він грає молодого хлопця Джино, безперестанку підкидають у повітря десятицентовик. Цей мотив був запозичений десятками фільмів про гангстерів. Коли Рафт підкидає десятицентовик в знятої через чверть століття комедії «У джазі тільки дівчата», його запитують: «Де ти нахапався цих дешевих штучок?».

## Робота над фільмом
Фільм вільно обігрує реальні факти з життя гангстера Аль Капоне на прізвисько Scarface («Обличчя зі шрамом»). Існує легенда, що сам гангстер схвалив фільм перед його виходом в прокат. За здогаду М. Трофіменкова, «йому лестило бути героєм трагедії з інцестуальним присмаком, а не кримінальної хроніки». Як згадував згодом сценарист Бен Гехт, люди Капоне стежили за створенням фільму, вимагаючи, щоб герой стрічки не надто нагадував їх боса.
Ховард Хоукс вирішив витлумачити сценарій Хехта як «історію сімейства Борджа у Чикаго». На відносинах головного героя з сестрою лежить тінь інцесту — що нагадує відносини Чезаре та Лукреції Борджа. Щоб надати розповіді невблаганність давньогрецької трагедії, Хоукс вирішив додати в кожну сцену знак Х, яким в газетних репортажах про вбивства помічаємо місце розташування трупа. Саме таку форму має шрам на щоці Камонте — і протягом усього фільму, від початкових титрів до фінальних, цей знак спливає десятки разів, причому в найнесподіваніших місцях. Членам знімальної групи була обіцяна нагорода в сто доларів за найбільш дотепні пропозиції, як «зашифрувати» Х в тій чи іншій сцені.

## Прокатні труднощі
Фільм був закінчений у вересні 1931 року народження, коли цензурний кодекс Хейса ще не був прийнятий. Проте, щоб запустити фільм у національний прокат, творцям довелося кілька років домовлятися з цензорами. Наприклад, до назви «Обличчя зі шрамом» довелося додати моралізаторський підзаголовок — «Сором нації» (Shame of a Nation). Серед всякого роду змін був знятий новий фінал, де Камонте судять і піддають смертній карі через повішення. Оскільки й в цьому виді «Обличчя зі шрамом» не влаштувало цензорів, Хоукс повернув первісну кінцівку і в цьому виді випустив картину у прокат в штатах з відносно ліберальними прокатними вимогами.

## Значення
Дейв Кер дав наступний відгук про фільм: «Похмурий, жорстокий, бурливий насильством фільм мікшує комедію і жахи, наче Чіко Маркса пустили бігати вулицями зі строчащим кулеметом».
За кількістю епізодів, які увійшли в усі антології кіномови, «Обличчя зі шрамом» входить до числа рекордсменів. Тінь безликого вбивці, що ковзає по екрану: це придумав Хоукс. «Що може зупинити мене в такий момент», арія з «Лючії ді Ламмермур», яку насвистує кілер: це Хоукс експериментує зі звуком, тільки що прийшли у кіно. Ящики з написом «Ананаси», з яких зондеркоманда витягує автомати: агов, привіт, Тарантіно! І мотив хреста, постійно вторгається в зображення: криваву гризню італоамериканських ублюдків раптом осіняє потужна католицька містика. 
На зорі французької нової хвилі Жан-Люк Годар назвав «Обличчя зі шрамом» найкращим американським фільмом звукової ери. У 1983 р. Браян Де Пальма зняв ремейк фільму з Аль Пачіно у головній ролі.
У 1994 р. стрічка була занесена в Національний реєстр найбільш значущих фільмів; вона також входить до числа найкращих гангстерських фільмів за версією AFI.